# Нейдгардт, Александр Иванович
Александр Иванович фон Нейдгардт (нем. Alexander Lorenz Wilhelm von Neidhardt; 25 октября (5 ноября) 1784 — 27 августа [8 сентября] 1845, Москва) — генерал от инфантерии (16.04.1841) русской императорской армии, генерал-адъютант (15.12.1825). Командующий Отдельным Кавказским корпусом (25.10.1842 — 27.12.1844). Младший брат генерал-майора Павла Ивановича Нейдгардта.

## Биография
Родился в Выборге 25 октября (5 ноября) 1784 года.
На службу поступил в 1798 году в фридрихсгамский гарнизон подпрапорщиком и в декабре того же года произведен в прапорщики. В 1803 году переведён в Невский пехотный полк и в 1807 году был назначен адъютантом графа Ф. Ф. Буксгевдена, с которым совершил в том же году поход в Пруссию и в следующем 1808 году участвовал в войне со шведами; за отличие в делах был произведён в капитаны и награждён золотой шпагой с надписью «За храбрость».
По окончании шведской войны Нейдгардт перешёл в Черниговский пехотный полк, а в начале 1812 года Нейдгардт был переведён в Свиту Его Величества по квартирмейстерской части, причём на него было возложено составление обзора западной границы.
В начале Отечественной войны, состоя в корпусе князя П. Х. Витгенштейна, участвовал во многих сражениях и 12 июля в сражении под Клястицами получил рану в грудь навылет пулей (за отличие произведён в подполковники); в ноябре снова явился на театр военных действий и за участие в боях на реке Березине получил 30 декабря 1813 года орден Святого Георгия 4-й степени (№ 2771)
За отличия в сражениях с французами при Батуре, Борисове и Студянке.
В 1813 году с войсками генерала Йорка участвовал в сражениях при Лютцене и Бауцене. После перемирия, состоя при войсках князя Шварценберга, был в боях при Дрездене и Кульме, а также при Лейпциге (за отличие награждён орденом Святого Владимира 3-й степени) и Гохгейме. Открывшаяся рана не позволила ему идти в Париж. Среди прочих его наград за поход в Европу Нейдгардт получил орден Святой Анны 2-й степени и 17 августа 1813 года чин полковника с переводом в гвардейский Генеральный штаб. По окончании кампании он был командирован в распоряжение австрийского генерала Дуке для точного обозрения австрийской границы от Кракова до Буга, а в 1815 году послан в Баварию для устройства канонир-квартир.
В 1816—1817 годах Нейдгардт исполнял должность начальника штаба 4-го и 5-го пехотных корпусов и 12 декабря 1817 года назначен флигель-адъютантом, а 1 января 1818 года произведён в генерал-майоры.
Масон, посвящён в 1816 году в петербургской ложе «Петра к истине», в 1818 году перешёл в московскую ложу «Александра тройственного благословения», работавшей по Исправленному шотландскому уставу.
В 1823 году назначен начальником штаба Гвардейского корпуса; за проявленную им во время возмущения 14 декабря 1825 года распорядительность и мужество Нейдгардт был 15 декабря пожалован званием генерал-адъютанта.
В русско-турецкую войну 1828—1829 годов Нейдгардт с войсками гвардейского корпуса находился при осаде Варны и за отличие 25 июня 1819 года произведён в генерал-лейтенанты. К. Ф. Толь характеризовал Нейдгардта:

«Отличный корпусной командир быть может. Таковой же начальник Главного штаба и генерал-квартирмейстер, имеет весьма хорошее образование, мягок в обхождении, любим подчинёнными и уважаем начальниками; храбр без опрометчивости и благоразумен во всех своих действиях; может командовать отдельно».

В апреле 1830 года он был назначен исправляющим должность генерал-квартирмейстера Главного штаба Его Величества с оставлением в должности начальника штаба гвардейского корпуса. Со вступлением его в эту должность связывались большие надежды на реформы в организации и службе генерального штаба, но война 1831 года в Польше отвлекла от них Нейдгардта.
Он был назначен генерал-квартирмейстером штаба действующей армии и, пользуясь большим расположением Дибича, играл видную роль во всех событиях этой войны, причём в отсутствие барона Толя исполнял обязанности начальника штаба действующей армии. Под Гроховым он лично вел в атаку 3-ю дивизию на Ольховую рощу, а под Остроленкой лично выбирал места для батарей и руководил их огнём. За храбрость и распорядительность, в особенности при штурме Варшавы, был награждён 11 сентября 1831 года орденом Святого Георгия 3-й степени (№ 440)
В воздаяние отличнаго мужества и храбрости, оказанных 25 и 26 августа 1831 года при штурме варшавских укреплений.
По окончании войны в октябре 1831 года он был назначен заведующим школой гвардейских подпрапорщиков и кавалерийских юнкеров и снова возвратился к управлению Генеральным штабом.
В 1832 году Нейдгардт был командирован в Берлин с секретным поручением, в видах возможности столкновения Пруссии с Францией и нарушения европейского мира. Между прочим, он был уполномочен обсудить общие меры обороны с представителями германского союза, потребовать конфиденциальные сведения относительно всех приготовлений, делаемых Пруссией на случай войны с Францией и взамен сообщить всё, что ему известно о количестве и дислокации русской армии. Из этой поездки, истинная цель которой была прикрыта отпуском по болезни, Нейдгардт вернулся, выполнив свою миссию, в августе 1832 года.
Возглавляя Генеральный штаб, Нейдгардт действительно принялся было за реформы по Генеральному штабу, но, не встречая поддержки своим проектам со стороны военного министра князя А. И. Чернышёва, не любившего всех, кто был близок к графу И. И. Дибичу, покинул в 1834 году свой пост.
В 1834 году Нейдгардт был назначен командиром 1-го пехотного корпуса, в 1836 году — командиром расположенного в Москве 6-го корпуса; 16 апреля 1841 года произведён в генералы от инфантерии, исполнял некоторое время обязанности Московского военного генерал-губернатора.
В октябре 1842 года назначен главноуправляющим Закавказским краем и командующим Отдельным Кавказским корпусом, сменив на этом посту генерала Е. А. Головина. Первоначально Нейдгардту приказано было держаться строго оборонительной системы ведения войны, но усиление влияния Шамиля заставило потребовать от Нейдгардта решительных наступательных действий. Однако Нейдгардт не проявил энергии и решимости и в декабре 1844 года покинул Кавказ.
1 января 1845 года состоялось назначение его членом Военного совета, но дни Нейдгардта были уже сочтены: расстроенное здоровье принудило его просить отставку, которую он и получил в июне 1845 года.
Князь А. М. Дондуков-Корсаков рисует Нейдгардта в своих воспоминаниях добродушным человеком, но мелочным педантом, а Н. Д. Неелов — распорядительным и храбрым в бою.
Умер в Москве 27 августа (8 сентября) 1845 года.

## Награды и отличия
Российские:
- Орден Святой Анны 4-й степени (10.04.1808)
- Золотая шпага с надписью «За храбрость» (20.07.1808)[1]
- Орден Святого Георгия 4-й степени (30.12.1813)
- Орден Святой Анны 2-й степени (31.12.1815)
- Орден Святого Владимира 3-й степени (09.11.1817)
- Бриллиантовый перстень (1817)
- Орден Святой Анны 1-й степени (03.08.1822)
- Бриллиантовые знаки к ордену Святой Анны 1-й степени (22.07.1824)
- Орден Святого Владимира 2-й степени (22.08.1825)
- Табакерка с вензелем Его Императорского Величества (1827)
- Табакерка с портретом Государя Императора, украшенная бриллиантами (1830)
- Орден Святого Александра Невского (21.02.1831)
- Орден Святого Георгия 3-й степени (11.09.1831)
- Знак отличия «За военное достоинство» 2-й степени (1831)
- Бриллиантовые знаки к ордену Святого Александра Невского (02.04.1833)
- Знак отличия беспорочной службы за XXXV лет (1838)
- Знак отличия беспорочной службы за XL лет (1843)
- Орден Святого Владимира 1-й степени (17.04.1845)
- Медаль «В память Отечественной войны 1812 года»
- Медаль «За турецкую войну»
- Медаль «За взятие приступом Варшавы»

Иностранные:
- Прусский орден «Pour le Mérite» (18.05.1813)
- Орден Гражданских заслуг Баварской короны 1-й степени (1815)
- Шведский орден Меча 1-й степени (1830)
- Прусский орден Красного орла 1-й степени (1835)
- Австрийский орден Леопольда 1-й степени (1835)
- Персидский орден Льва и Солнца 1-й степени с алмазами (1843)

Его фамилия выгравирована на медали «В память 50-летия Корпуса военных топографов».

## Семья
С 28 июля 1818 года был женат на княжне Анне Борисовне Черкасской (24.08.1800—20.10.1863), дочери коломенского предводителя дворянства князя Бориса Михайловича Черкасского. Их дети: Борис (1819—1900), Екатерина (? — не ранее 1873), Мария (18.10.1821), Софья (30.9.1827—?), Михаил (03.12.1828—22.05.1862), Николай (20.07.1830—1853), Алексей (20.09.1832—05.12.1915), Пётр (24.08.1837 — не ранее 1856). Внуки — Алексей, Дмитрий, Ольга (жена премьер-министра Петра Столыпина).

## Комментарии
1. ↑  Его полный тёзка — Александр Иванович Нейдгардт, сын Ивана Лаврентьевича — был женат дважды. Первая жена — княжна Екатерина Александровна Друцкая-Соколинская (1773—?) (см. Руммель В. В., Голубцов В. В. Друцкие-Соколинские Архивная копия от 4 марта 2021 на Wayback Machine // Родословный сборник русских дворянских фамилий. — СПб.: Издание А. С. Суворина, 1886. — Т. 1. — С. 255.), дочь князя Александра Степановича Друцкого-Соколинского (1738—?). У них 4 апреля 1815 года родился сын Иван (  ЦГИА СПб. Ф. 19. Оп. 111. Д. 177 (Метрические книги Никольского Богоявленского морского собора).); отец в МК указан подполковником. Вторая жена — Варвара Ивановна, урожд. Шлейн; у них дочери: Александра (24.05.1822 — ?), Елизавета и Варвара; Александр Иванович уже был на гражданской службе; <Александра была крещена 18 июня 1822 года при восприемстве Александра I, князя А. Н. Голицына и А. И. Васильчиковой (  ЦГИА СПб. Ф. 19. Оп. 111. Д. 204. Л. 252 (Метрические книги Пантелеимоновской церкви).); восприемником при крещении Елизаветы в 1828 году (  ЦГИА СПб. Ф. 19. Оп. 111. Д. 228. Л. 117 (Метрические книги Сергиевского всей артиллерии собора).) был генерал-майор Александр Иванович Нейдгардт (1784—1845).